# Capinota

Capinota é uma cidade  da Bolívia, capital da província de Capinota, no departamento de Cochabamba. Está localizada 66 km ao sul de Cochabamba, na margem norte do rio Arque. Está situada a 2.408 metros de altitude. No censo realizado em 2001 a cidade possuía 4.801 habitantes, sua população estimada para 2006 é de 5.242 habitantes.
- latitude: 17° 43' 0 Sul
- longitude: 66° 13' 60 Oeste